# Ducati Moto
Ducati Moto es un videojuego de carreras de motocicletas desarrollado por 4J Studios y publicado por Vir2L Studios para Nintendo DS.

## Jugabilidad
El juego tiene cinco eventos de campeonato, incluidos Time Attack, Race, Eliminator, Race Line y Stunt Challenge. Se puede competir en lugares exóticos como Marruecos, Italia y Hong Kong. Se puede elegir entre 11 motocicletas Ducati, incluidas Monster, Hypermotard, 848 y 1098 Superbikes y Desmosedici RR. Se puede elegir entre ocho personajes únicos, cada uno con sus propios cueros coloridos y distintivos. Se pueden experimenar carreras de carretera al estilo arcade con deslizamientos eléctricos, caballitos y saltos en la pista. Además cuenta con modos de acrobacias que incluyen caballitos, quemaduras y saltos.

## Recepción
IGN calificó el juego con un 6 sobre 10 y dijo que "Ducati Moto no es un mal juego, simplemente no es un juego muy bueno. Es un racer de motos muy fácil que adolece de una presentación mediocre".